# Diversidad sexual en Noruega

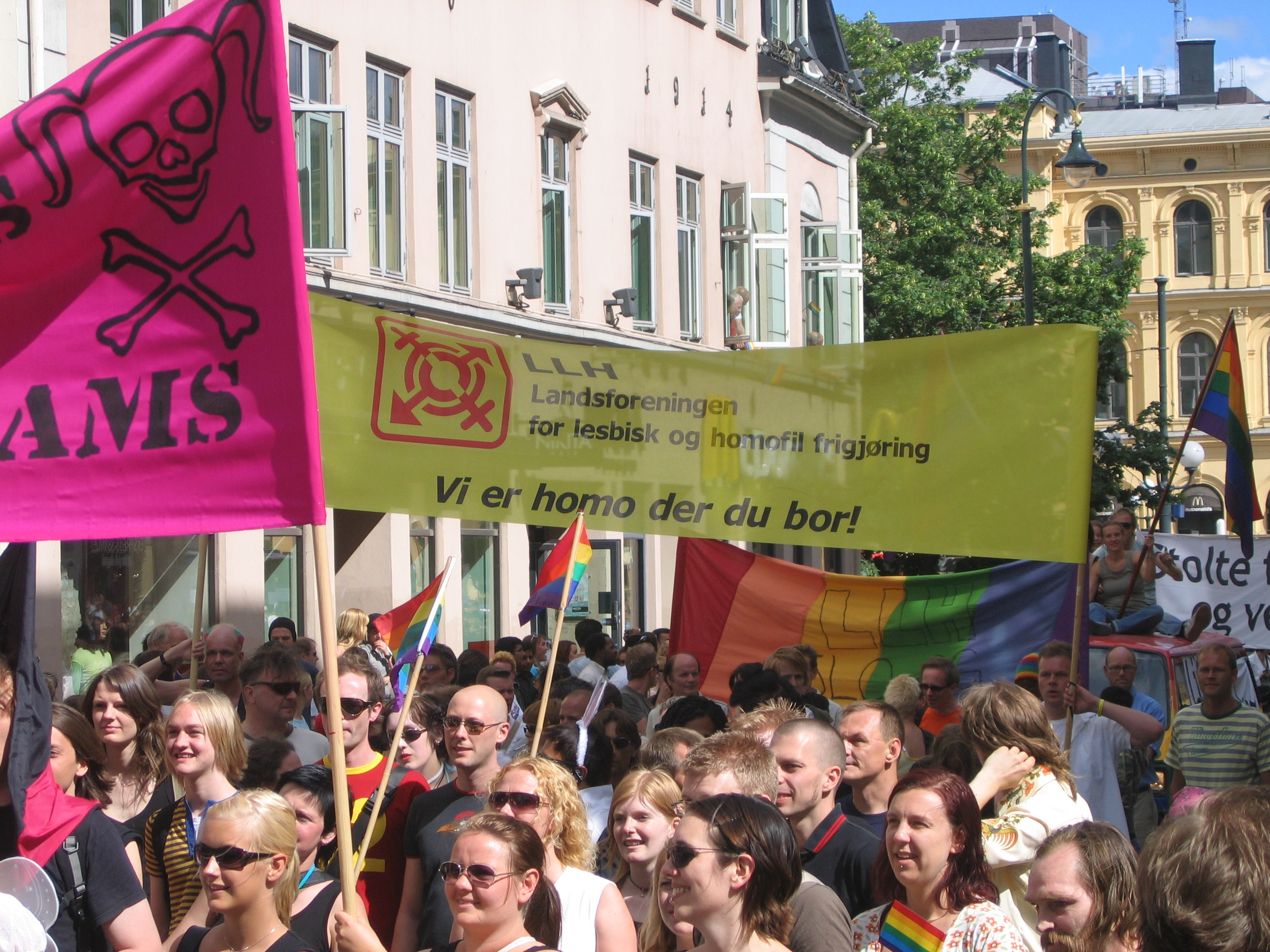
Desfile del Europride 2005, celebrado en Oslo.

Las personas LGBTI en Noruega son generalmente aceptadas y están protegidas legalmente contra la discriminación. Noruega tiene una tradición de protección de los derechos de personas LGBT, más menos común a la mayor parte de los países escandinavos y a su vez una de las más permisivas del mundo. En dicho contexto, ha promulgado sucesivamente leyes consagrando la prevención de la discriminación contra los homosexuales (1981), las uniones civiles para personas del mismo sexo (1993) y el Matrimonio entre personas del mismo sexo con plenos derechos, entre los que se incluye la adopción de menores (2009).

## Protección legal contra la discriminación por orientación sexual

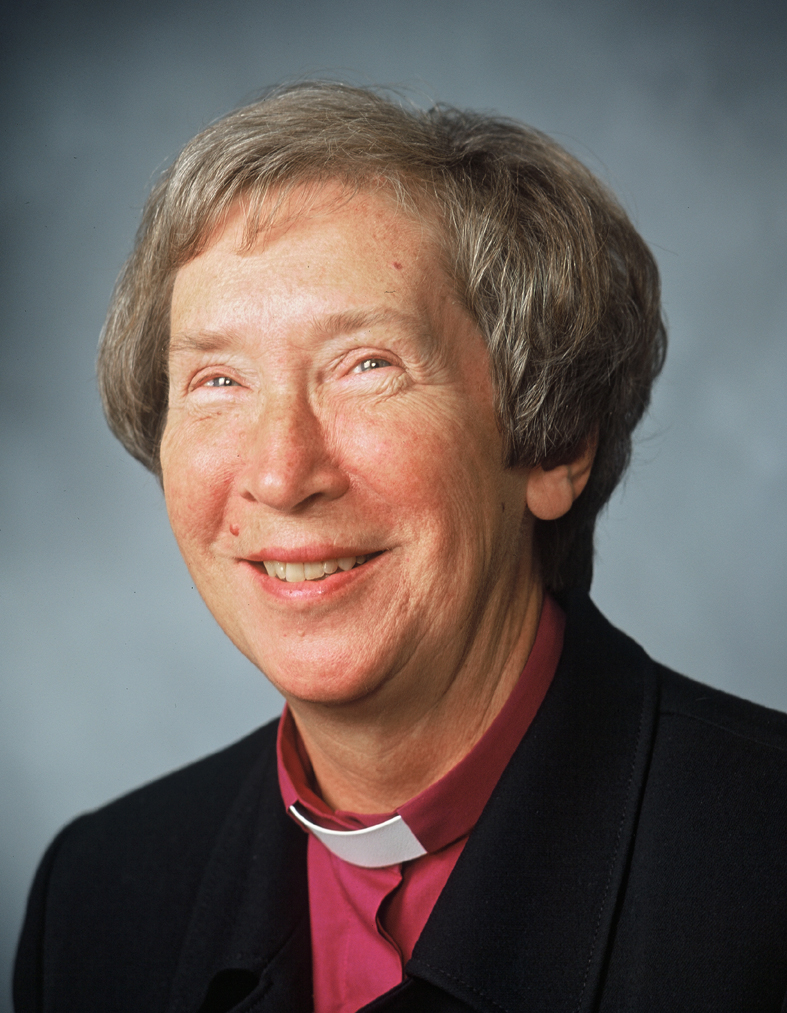
Rosemarie Köhn, obispo emérita de Hamar por la Iglesia de Noruega, destaca por sus actividades a favor de los homosexuales.

El 21 de abril de 1972 fue derogada la Sección 213 del Código penal noruego, que prohibía los actos sexuales entre hombres (esta sección no consideraba el lesbianismo), y los castigaba con hasta un año de prisión. La ley se utilizó por última vez en 1964. Tras la derogación, la edad de consentimiento sexual para homosexuales se igualó con la de heterosexuales, y al mismo tiempo, se rebajó a 16 años, independientemente de su sexo y/u orientación sexual. En 1981, Noruega se convirtió en el primer país del mundo en promulgar una ley para prevenir la discriminación contra los homosexuales.

## Uniones civiles y matrimonio
En Noruega, las uniones civiles entre personas del mismo sexo fueron autorizadas por ley desde el 1 de agosto de 1993 y el Matrimonio entre personas del mismo sexo entró en vigencia el 1 de enero de 2009. En esta última ley, se otorgan a las parejas homosexuales los mismos derechos que a las heterosexuales, incluyendo ceremonias religiosas, la adopción completa y embarazos asistidos para parejas de mujeres.

## Adopción y familia
La familia homoparental se encuentra plenamente reconocida bajo la ley noruega y sin distinción a la familia heteroparental. Las parejas del mismo sexo casadas y comprometidas están autorizadas a adoptar en virtud de la legislación noruega. La adopción de hijastros también se permite para todas las parejas casadas y comprometidas. Para las lesbianas la inseminación artificial se encuentra disponible.

## Situación militar
Los homosexuales en Noruega son incorporados abiertamente y sin distinción a las fuerzas militares y de policía.

## Protestantismo y derechos homosexuales
La religión mayoritaria de Noruega es el protestantismo, confesión cuyas varias iglesias han mostrado una actitud más abierta (en comparación con la Iglesia católica) en materia de derechos homosexuales. Así, por ejemplo, la Iglesia Nacional de Noruega permite la unión homosexual dentro de su institución.